# Dorfgastein
Dorfgastein [ˈdɔɐ̯fɡastaɪ̯n] ist die nördlichste und mit 1745 Einwohnern (Stand 1. Jänner 2025) kleinste Gemeinde im Gasteinertal im Bezirk St. Johann im Pongau in Österreich.

## Geografie

### Geografische Lage
Dorfgastein liegt im Tal der Gasteiner Ache. Im Norden wird die Gemeinde von deren Klamm vor der Steilstufe ins Salzachtal begrenzt. Im Osten bilden die Gipfel der Ankogelgruppe die Grenze, im Westen die der Goldberggruppe. Die höchsten Berge sind der Bernkogel (2325 m ü. A.) und der Sladinkopf (2305 m ü. A.) in der Goldberggruppe. Zwischen den Gipfeln der Arlspitze und des Kieserls in der Ankogelgruppe liegt der Gebirgspass Arltörl. Weitere bedeutende Berge im Gemeindegebiet sind das Fulseck, der Urkübl und die Gasteiner Höhe in der Ankogelgruppe sowie die Schwarzwand, der Jedlkopf, der Kar-Katzenkopf, die Mooseckhöhe, der Tagkopf, das Wetterkreuz, der Wachtberg, das Hahnbalzköpfl, das Rauchkögerl und das Kreuzkögerl in der Goldberggruppe. Zu den Nebenbächen der Gasteiner Ache in Dorfgastein zählen der Bernkogelbach, der Luggauer Bach und der Mayerhofbach.
Das Gemeindegebiet hat eine Fläche von 54,09 Quadratkilometer. Davon sind 13 Prozent landwirtschaftliche Nutzfläche, 48 Prozent Wald und 34 Prozent Almen. Im Nordosten hat die Gemeinde Anteil am 867,05 ha großen Naturschutzgebiet Paarseen-Schuhflicker-Heukareck.

### Gemeindegliederung
Das Gemeindegebiet umfasst folgende sechs Ortschaften (in Klammern Einwohnerzahl Stand 1. Jänner 2025):
- Bergl (58)
- Dorfgastein (1051) mit dem Ortsteil Patzberg
- Klammstein (59)
- Luggau (185)
- Maierhofen (208) mit dem Ortsteil Mühlbach
- Unterberg (184)

Die Gemeinde besteht aus den Katastralgemeinden Dorfgastein und Klammstein.
Ortsteile sind Dorfgastein, Luggau (Katastralgemeinde Dorfgastein) und Maierhofen, Unterberg (Katastralgemeinde Klammstein).
Bis Ende 2002 gehörte die Gemeinde zum Gerichtsbezirk Gastein.
Seit 2003 ist die Gemeinde Teil des Gerichtsbezirks Sankt Johann im Pongau.

### Nachbargemeinden
| Lend (ZE)   | Sankt Veit im Pongau                        |         |
| Rauris (ZE) | Kompassrose, die auf Nachbargemeinden zeigt | Großarl |
|             | Bad Hofgastein                              |         |

## Geschichte

### Ortsgeschichte
1212 erfolgte eine urkundliche Erwähnung der Benutzung der Gasteiner Klamm als Reit- und Saumpfad. 1342 war die erste urkundliche Erwähnung als ze Dorff in der ältesten Gasteiner Bergbauordnung. 1350 erfolgte die Kirchengründung der Rupertuskirche zu Dorff.
Bis 1520 war Burg Klammstein Verwaltungszentrum, Sitz des erzbischöflichen Pflegers von Gastein, Maut- und Sicherungsplatz am Taleingang. 1735 erfolgte ein erster Schulunterricht in Dorfgastein, 1921 gab es elektrisches Licht in den Klassen.
1893 wurde in Dorfgastein ein Telegrafenamt eingerichtet.
1927 war die Eröffnung des Schulgebäudes.
1959 erfolgte die Eröffnung des ersten Dorfgasteiner Schiliftes.
Das Solarbad, das nach Plänen von Gerhard Garstenauer im Jahr 1978 nordöstlich des Ortszentrums errichtet wurde, bietet nicht nur besondere Blicke auf das Gebirgspanorama, sondern passt sich mit den Terrassen, Rampen und Treppen an das Gelände an und nutzt die passive Sonneneinstrahlung optimal aus.
1954–2018 betrieb der ORF die Senderbahn Luxkogel, eine einspurige Gondelbahn für Material und Personen von „Seilbahnbau de Pretis, Villach“ zur Wartung des – bestehen bleibenden – Rundfunk- und TV-Senders ohne Straßenanschluss am Gipfel des 1824 m hohen, steilen Luxkogels.

## Politik

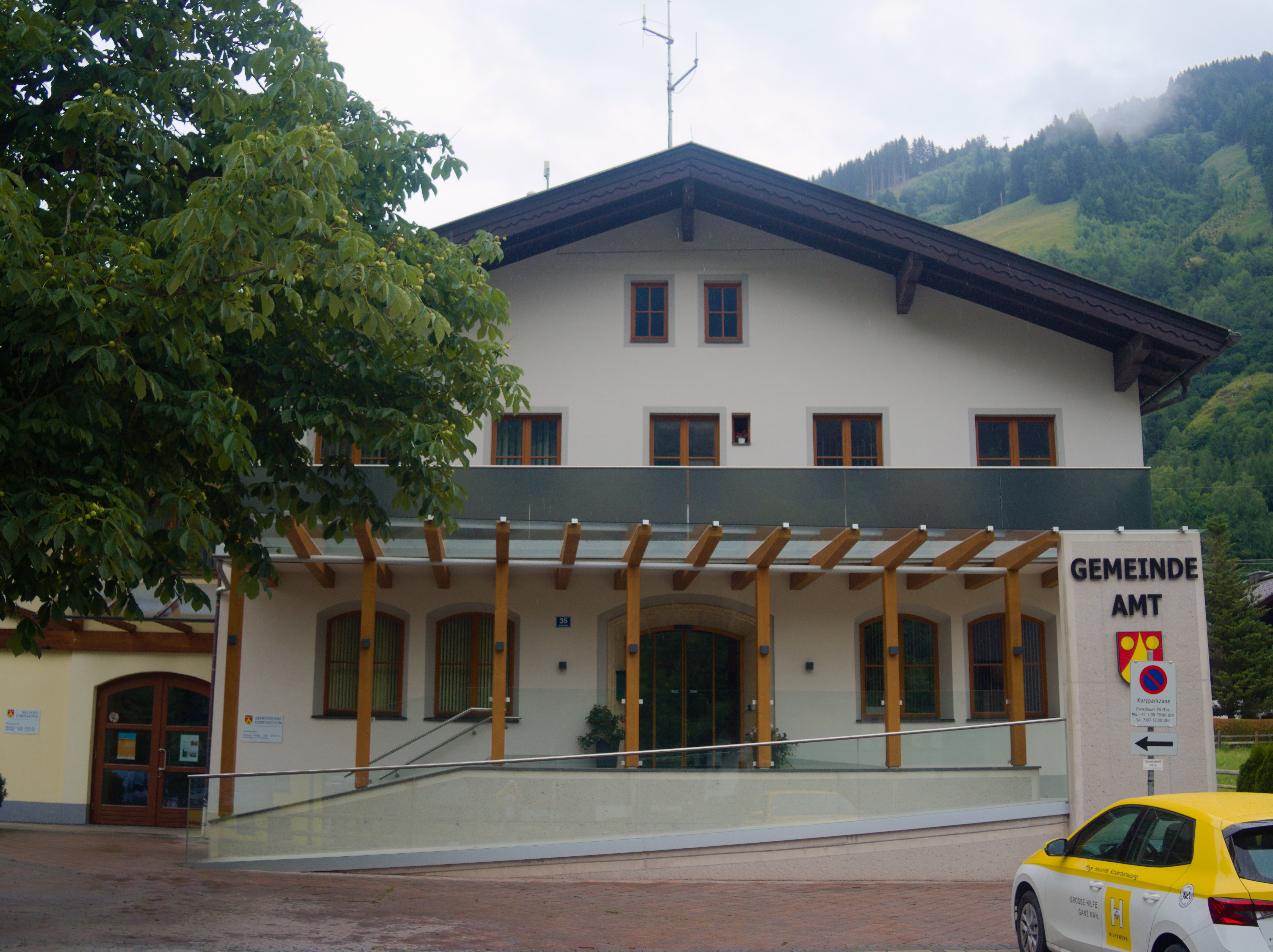
Gemeindeamt

### Gemeinderat
| Gemeinderatswahl 2024Wahlbeteiligung: 80,7 % 6050403020100 51,6 % (−0,7 %p)24,9 % (+11,1 %p)23,5 % (−8,6 %p)n. k. % (−1,7 %p) ÖVPFPÖSPÖFPS20192024 |

Die Gemeindevertretung hat insgesamt 17 Mitglieder.
- Mit den Gemeindevertretungs- und Bürgermeisterwahlen in Salzburg 2004 hatte die Gemeindevertretung folgende Verteilung: 7 SPÖ, 7 ÖVP, 2 GRÜNE, und 1 FPÖ.
- Mit den Gemeindevertretungs- und Bürgermeisterwahlen in Salzburg 2009 hatte die Gemeindevertretung folgende Verteilung: 8 SPÖ, 8 ÖVP, und 1 FPÖ.[8]
- Mit den Gemeindevertretungs- und Bürgermeisterwahlen in Salzburg 2014 hatte die Gemeindevertretung folgende Verteilung: 8 SPÖ, 7 ÖVP, und 2 FPÖ.[9]
- Mit den Gemeindevertretungs- und Bürgermeisterwahlen in Salzburg 2019 hatte die Gemeindevertretung folgende Verteilung: 9 ÖVP, 6 SPÖ, und 2 FPÖ.[10]
- Mit den Gemeindevertretungs- und Bürgermeisterwahlen in Salzburg 2024 hat die Gemeindevertretung folgende Verteilung: 9 ÖVP, 4 FPÖ und 4 SPÖ.[11]

### Bürgermeister
- 1994–1997 Adolf Dertnig (SPÖ)[12]
- 1997–1999 Rudolf Trauner (SPÖ)[13]
- 1999–2004 Karl Harlander (ÖVP)[14]
- 2004–2019 Rudolf Trauner (SPÖ)[15]
- seit 2019 Bernhard Schachner (ÖVP)[16]

### Wappen
Folgendes Wappen wurde der Gemeinde 1952 verliehen: „In Rot eine von zwei goldenen Kugeln begleitete geschweifte goldene Spitze. Die Spitze ist belegt mit einer roten Kugel.“
Das Wappen ähnelt dem der Herren von Goldegg, die im 13. Jahrhundert die Burg Klammstein erbauten. Die drei Kugeln stammen aus dem Wappen des Stiftes Nonnberg, das Grundbesitz im Bereich von Unterberg hatte.

## Kultur und Sehenswürdigkeiten
- Burg Klammstein

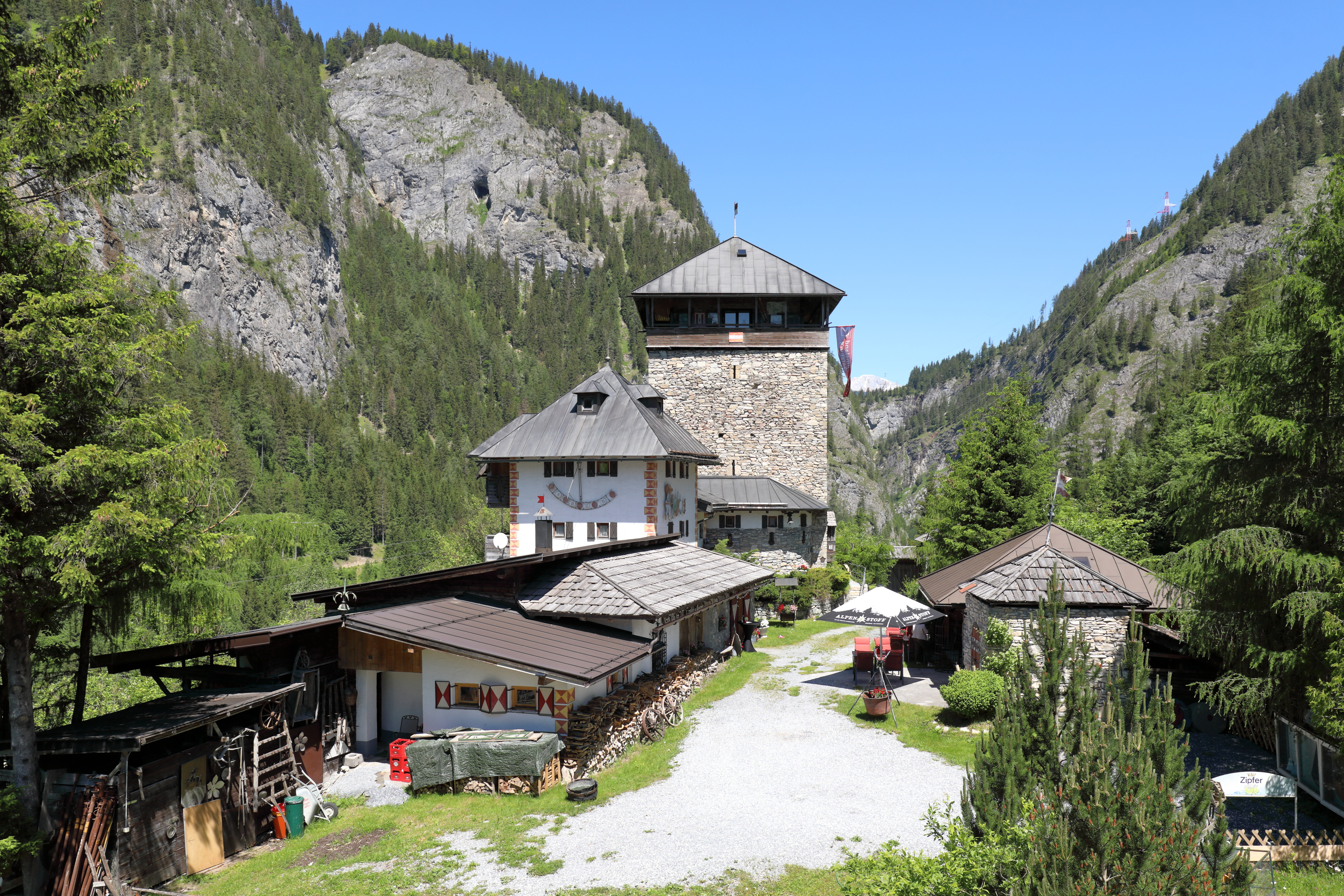
Burg Klammstein

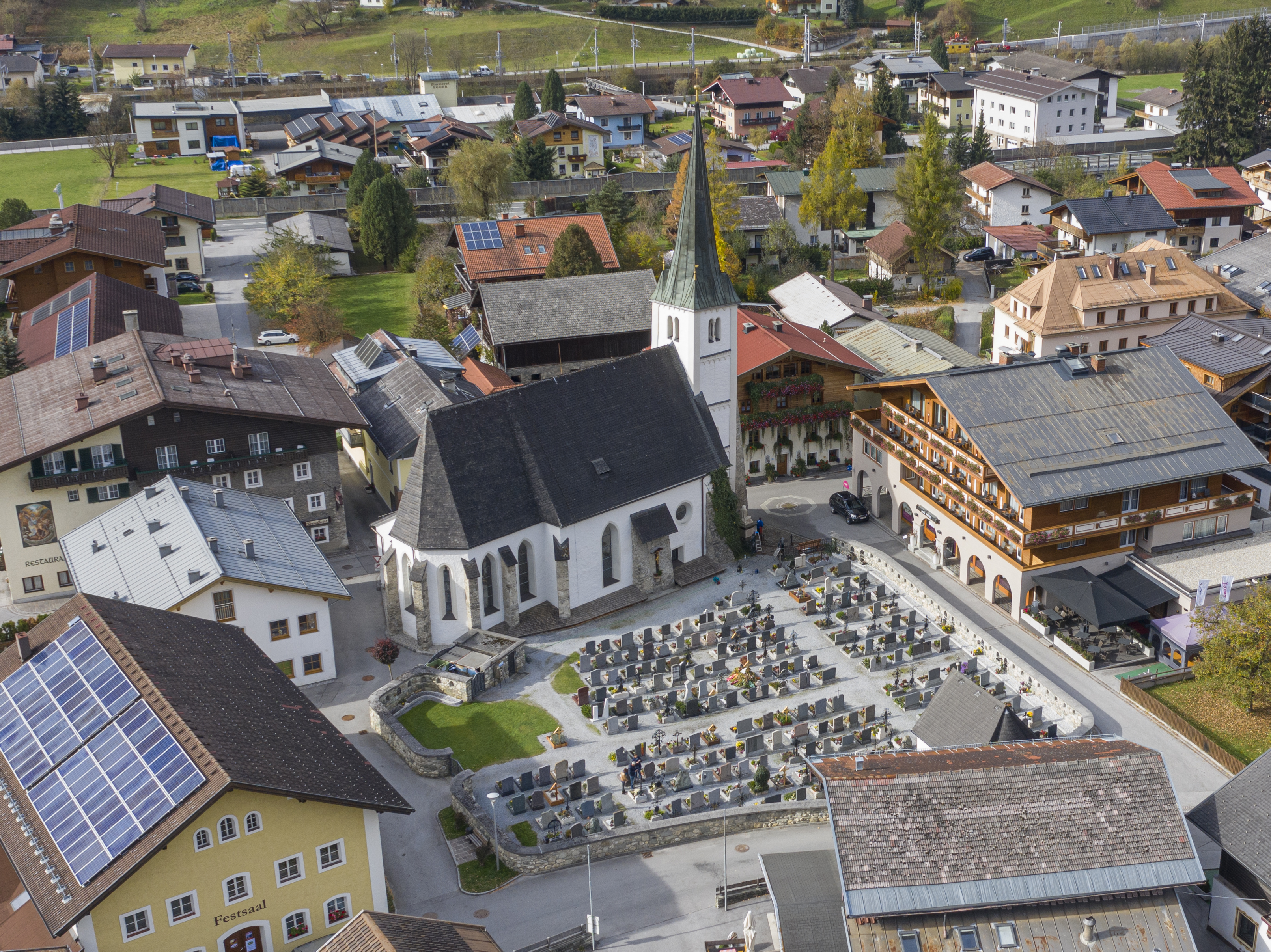
Pfarrkirche Dorfgastein

- Katholische Pfarrkirche Dorfgastein Hll. Rupert und Virgil

## Wirtschaft und Infrastruktur

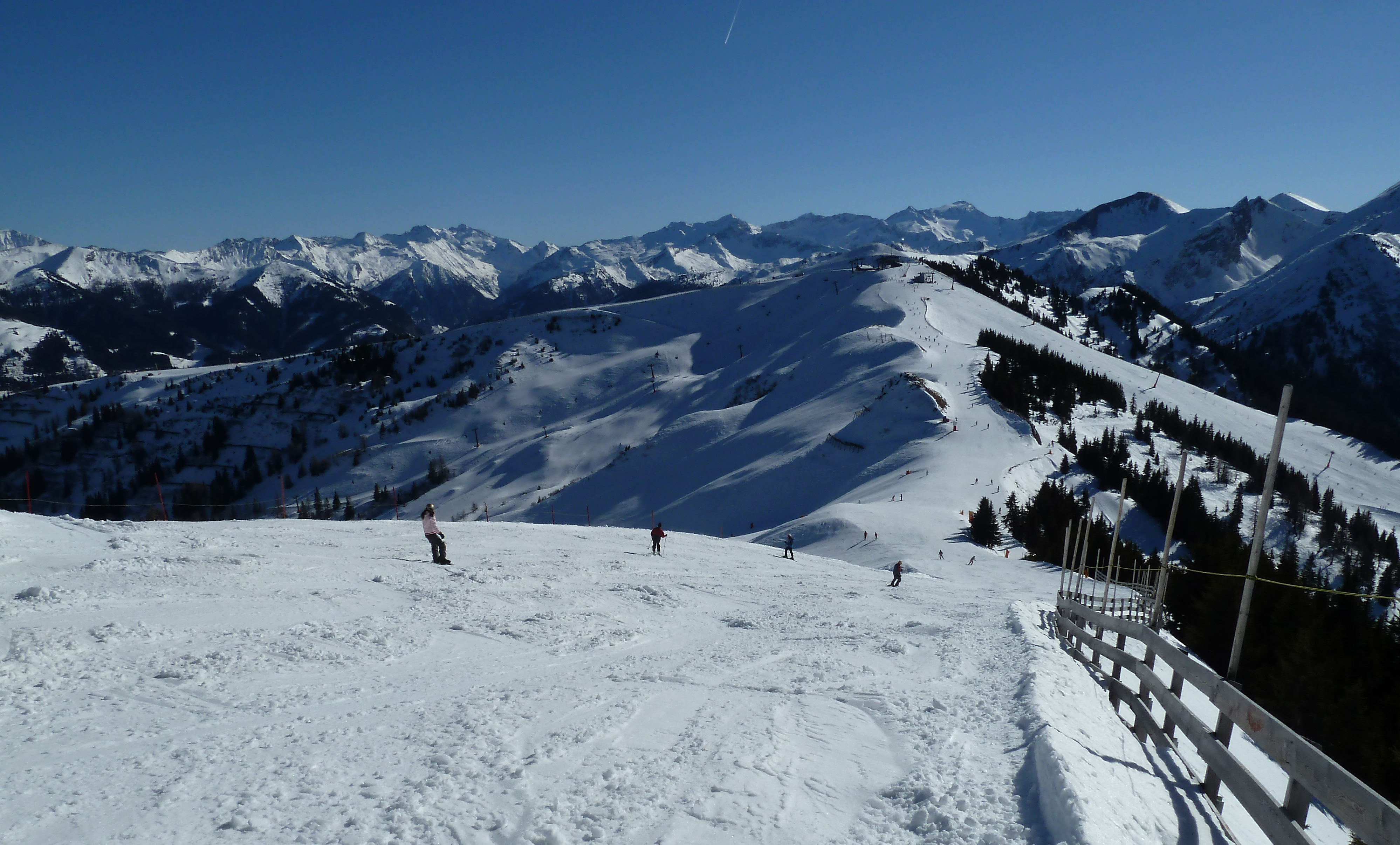
Schigebiet am Fulseck

### Tourismus
Das Skigebiet Großarltal–Dorfgastein, Teil von Ski amadé erstreckt sich über den Kreuzkogel, von 885 m bei Großarl bis auf 2027 m Höhe, wo der Anschluss in das Großarltal nach Großarl liegt. Etwa 80 Pistenkilometer sind durch fünf Seilbahnen, acht Sessel- und fünf Schlepplifte erschlossen. Die Beförderungskapazität liegt bei rund 29.000 Personen pro Stunde. Shuttlebusse verbinden Dorfgastein mit der Skischaukel Schloßalm-Angertal-Stubnerkogel (Bad Gastein, Bad Hofgastein).

### Bildung
Dorfgastein verfügt über einen Kindergarten und eine Volksschule, danach müssen die Kinder entweder nach Bad Hofgastein in die Hauptschule oder nach St. Johann im Pongau in das Gymnasium pendeln.

### Kraftwerk
Die Österreichischen Bundesforste betreiben seit März 2018 im Ortsteil Luggau das Kleinwasserkraftwerk Luggauerbach mit 1,1 MW Leistung und 4.000 MWh Jahreserzeugung. Die sechsdüsige Peltonturbine wird mit vertikaler Achse betrieben.

### Vereine
- Freiwillige Feuerwehr Dorfgastein
- Musikkapelle Strochner
- Kameradschaftsbund Dorfgastein
- Gasteiner Schützenkompanie
- Herreitergruppe Dorfgastein
- Trachtenverein Dorfgastein
- Imkerverein Dorfgastein
- Bergrettung Dorfgastein
- Wasserrettung Dorfgastein
- Alpenverein Dorfgastein
- Sportvereine: Tennisverein Dorfgastein ASKÖ Stoani, Drachenflieger Club Die Dorfgasteiner Thermikgeier, USV Dorfgastein, Wintersportverein Dorfgastein, Eisschützenverein Dorfgastein und Sportschützenverein Dorfgastein, Plattenwerferverein Dorfgastein

## Persönlichkeiten
- Andreas Rieser (1908–1966), katholischer Seelsorger und Verfolgter im Nationalsozialismus, sieben Jahre Konzentrationslager überlebt
- Willi Köstinger sen. (* 1914), ehem. Nordischer Skisportler, Olympiateilnehmer 1936, WM-Teilnehmer, Österreichischer Meister, Mitbegründer des WSV Dorfgastein
- Willi Köstinger jun. (1940–2014), Nordischer Skisportler, Olympiateilnehmer 1964, WM-Teilnehmer, mehrfacher Österreichischer Meister
- Kurt Engl (* 1979), alpiner Skirennläufer
- Heidemarie Rest-Hinterseer (* 1959), ehemalige Nationalratsabgeordnete, lebt in Dorfgastein